# Lyrcus golbachi
Lyrcus golbachi är en stekelart som först beskrevs av De Santis 1983.  Lyrcus golbachi ingår i släktet Lyrcus och familjen puppglanssteklar. Inga underarter finns listade i Catalogue of Life.